# Гистел
Гистел (нидерл. Gistel) — город в северо-западной Бельгии, округ Остенде, провинции Западная Фландрия, Фламандский регион.
На 1 января 2016 г. в городе проживал 11 851 житель.
Расположен на Европейском маршруте E40, в 9 км на юго-восток от г. Остенде и Северного моря.

## История

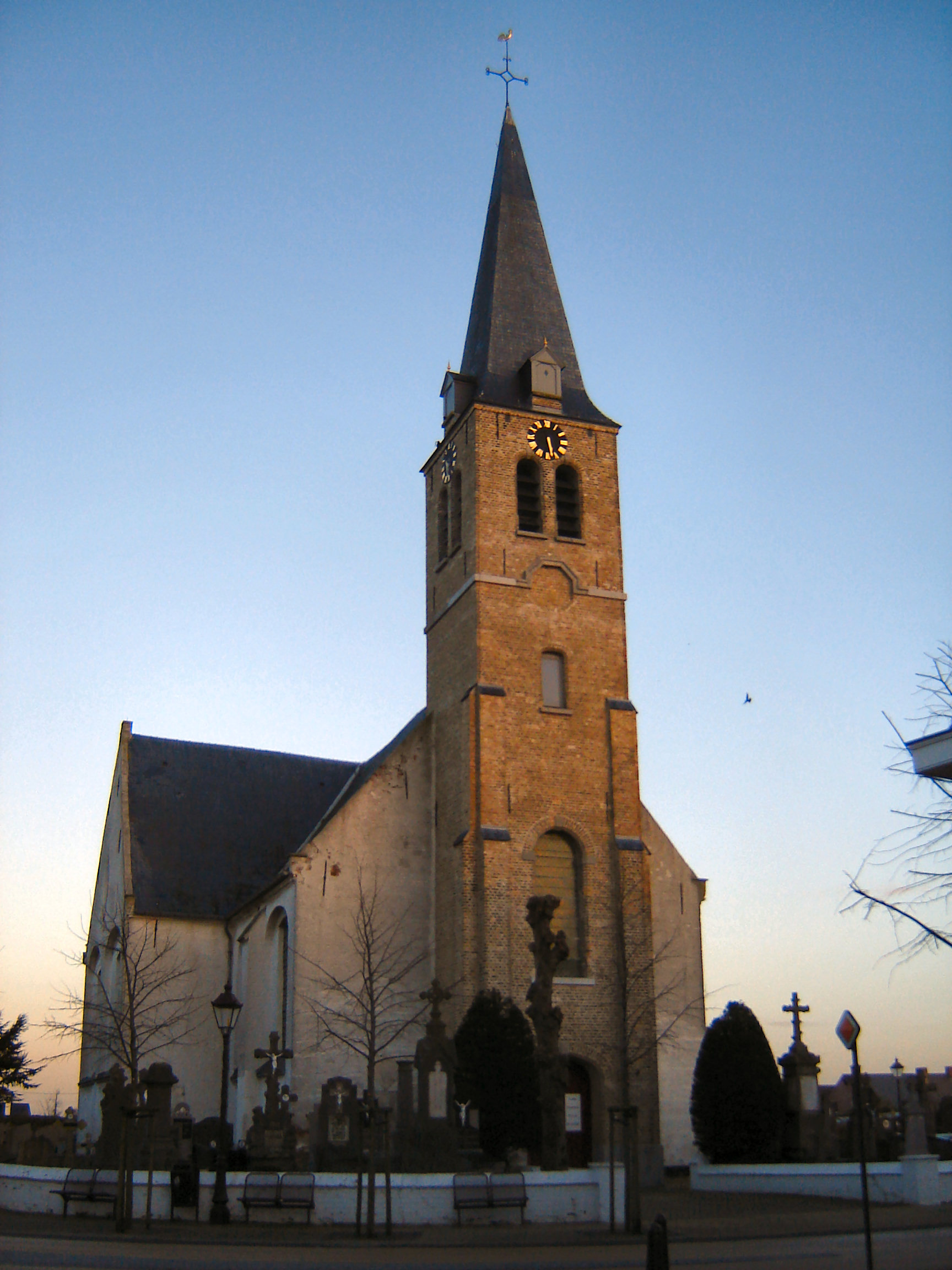
Церковь Девы Марии

Известен с XI века.

## Города-побратимы
- Бюдинген (нем. Büdingen), Германия

## Персоналии
- Йохан Бони — епископ Антверпенский.
- Годелива — святая римско-католической церкви, мученица XI века.
- Мюзеув, Йохан — бельгийский велосипедист, один из сильнейших специалистов классических гонок своего поколения.
- Сильвер Мэйс — бельгийский велосипедист. Победитель гонок Тур де Франс (1936 и 1939).